# Улица Ленина (Александров)
Улица Ленина — центральная улица Александрова. Проходит от Комсомольской площади у железнодорожного вокзала до Советской площади.

## Описание
Улица проходит с запада на восток, отходя на Комсомольской площади от Октябрьской улицы, пересекая Вокзальный и Красный переулки, улицу Ануфриева, упирается на Советской площади в Советский переулок. Нумерация домов ведётся от железнодорожного вокзала.

## История
Улица возникла по регулярному плану города Александрова, утверждённому Екатериной II в конце XVIII века. Первоначально улица именовалась Московской, после Октябрьской революции переименована в улицу Революции. В 1978 году, к 200-летию присвоения Александрову статуса города, названия улиц Ленина и Революции поменяли местами, чтобы главная улица города носила имя В. И. Ленина (название «улица Революции» с того времени носит параллельная улица, до Октябрьской революции называвшаяся улицей Берёзки).

## Здания и сооружения
По нечётной стороне
- № 13 — бывший Александровский радиозавод (1932—2006), ныне торговые центры «Саша», «Царский двор»[2].
- № 51 — здание дворянского собрания (дом Зубова), построено в 1860-х гг., пострадало от пожара в 2015 году, заброшено[2].
- № 61 — дом Растворовых.
- № 81 — здание присутственных мест, построено в конце XIX века, ныне здание МВД[2]

По чётной стороне
- № 24 — здание мужской гимназии.